# Späd hårgräsmossa
Späd hårgräsmossa (Brachythecium tommasinii) är en bladmossart som först beskrevs av Otto Sendtner och Jean Nicolas Boulay, och fick sitt nu gällande namn av Mikhail Stanislavovich Ignatov och Huttunen. Späd hårgräsmossa ingår i släktet gräsmossor, och familjen Brachytheciaceae. Enligt den finländska rödlistan är arten starkt hotad i Finland. Enligt den svenska rödlistan är arten nära hotad i Sverige. Arten förekommer på Gotland, Öland, Götaland, Svealand och Nedre Norrland. Artens livsmiljö är skuggiga kalkstensklippor och kalkbrott.